# Charles Beauclerk, 1.º Duque de St Albans

Brasão de armas de Charles Beauclerk, 1.º Duque de St. Albans, antes de seu casamento com Lady Diana De Vere em 1694, após o qual ele adicionou o brasão de De Vere como um escudo de pretensão: Brasão real do Rei Carlos II machucado por um bastão de gules sinistros carregado com três rosas de prata.

Charles Beauclerk, 1.º Duque de St Albans, KG (Reino Unido, 8 de maio de 1670 – Bath, 10 de maio de 1726) foi filho ilegítimo do rei Carlos II de Inglaterra e de sua amante, a atriz Nell Gwyn.

## Biografia
Seu sobrenome, Beauclerk (anglo-normando para "bom estudioso"), tinha sido um epíteto do Rei Henrique I. Em 21 de dezembro de 1676, um mandado foi aprovado para "uma concessão a Charles Beauclerc, filho natural do Rei, e aos herdeiros masculinos de seu corpo, das dignidades de Barão de Heddington, co. Oxford, e Conde de Burford no mesmo condado, com o restante para seu irmão, James Beauclerc, e os herdeiros masculinos de seu corpo. Algumas semanas depois, James recebeu o título de Lorde Beauclerc, com o lugar e a precedência do filho mais velho de um conde." Logo após a morte de Henry Jermyn, 1.º Conde de St Albans, na virada do ano, em 5 de janeiro de 1684, o Rei Charles concedeu a seu filho Charles, Conde de Burford, o título de Duque de St Albans, deu-lhe uma mesada de £ 1 000 por ano e lhe garantiu os cargos de Chefe Ranger de Enfield Chace e Mestre dos Hawks em reversão (ou seja, após a morte dos atuais titulares). Tornou-se coronel do 8º regimento de cavalaria em 1687 e serviu com o imperador Leopoldo I, estando presente no cerco de Belgrado em 1688.
Quando sua mãe morreu (14 de novembro de 1687), Beauclerk recebeu uma grande propriedade, incluindo Burford House, perto do Castelo de Windsor. Após a Batalha de Landen, em 1693, Guilherme III fez de Beauclerk capitão dos pensionistas e, quatro anos depois, cavalheiro do quarto de dormir. Seu pai lhe deu a reversão do cargo de Mestre Falcoeiro Hereditário e do de Registrador Hereditário do Tribunal de Chancelaria, que ficou vago em 1698. Seus sentimentos Whig impediram seu avanço sob a rainha Ana, mas ele foi restaurado ao favor com a ascensão do rei Jorge I. Em 1718, Jorge o fez Cavaleiro da Jarreteira.
Beauclerk morreu em Bath dois dias após seu 56º aniversário e está enterrado na Abadia de Westminster. Ele foi sucedido por seu filho mais velho.